# JK Nõmme Kalju
El JK Nõmme Kalju es un club de fútbol ubicado en el distrito de Nõmme, Tallin (Estonia). Juega en la Meistriliiga, la primera división de fútbol del país.

## Historia
El equipo fue creado en 1997 sobre la historia de un club deportivo anterior, el Nõmme Spordiklubi Kalju, ubicado en el distrito de Nõmme al sur de Tallin. La división de fútbol había sido creada en 1923 y se mantuvo en activo hasta la Segunda Guerra Mundial. Cinco décadas después, varios deportistas estonios lo refundaron como el Nõmme Kalju actual.
La trayectoria del Kalju tuvo un largo camino por las divisiones inferiores, hasta que en los años 2000 el productor musical Kuno Tehva tomó las riendas. Después de ascender a la Esiliiga, la entidad derrotó en 2007 al FC Kuressaare para promocionar a la Meistriliiga, máxima categoría nacional. En su debut en la élite recurrió a un técnico brasileño afincado en el país, Getúlio Fredo, que logró mantener el proyecto en la élite. Finalmente, su mayor éxito llegaría a las órdenes del estonio Igor Prins: precedido por un segundo puesto en 2011, el Nõmme Kalju se proclamó campeón de Liga en 2012. Aquel equipo estaba formado por jugadores como Tarmo Neemelo, el japonés Hidetoshi Wakui y el italiano Damiano Quintieri.
El Nõmme Kalju se ha mantenido desde entonces entre los clubes más potentes del fútbol estonio. Su último título ha sido la Copa de Estonia de 2015.

## Palmarés
- Meistriliiga (2): 2012, 2018
- Copa de Estonia (2): 2015, 2025

## Participación en competiciones europeas
| Temporada | Torneo                 | Ronda            | Club                  | Casa       | Visita     | Global      |
| --------- | ---------------------- | ---------------- | --------------------- | ---------- | ---------- | ----------- |
| 2009–10   | UEFA Europa League     | Clasificatoria 1 | Dinaburg              | 0–0        | 1–2        | 1–2         |
| 2011–12   | UEFA Europa League     | Clasificatoria 1 | FC Honka              | 0–2        | 0–0        | 0–2         |
| 2012–13   | UEFA Europa League     | Clasificatoria 1 | Khazar Lankaran       | 0–2        | 2–2        | 2–4         |
| 2013–14   | UEFA Champions League  | Clasificatoria 2 | HJK                   | 2–1        | 0–0        | 2–1         |
| 2013–14   | UEFA Champions League  | Clasificatoria 3 | FC Viktoria Plzeň     | 0–4        | 2–6        | 2–10        |
| 2013–14   | UEFA Europa League     | Play-off         | Dnipro                | 1–3        | 0–2        | 1–5         |
| 2014–15   | UEFA Europa League     | Clasificatoria 1 | Fram Reykjavík        | 2–2        | 1–0        | 3–2         |
| 2014–15   | UEFA Europa League     | Clasificatoria 2 | Lech Poznań           | 1–0        | 0–3        | 1–3         |
| 2015–16   | UEFA Europa League     | Clasificatoria 1 | Aktobe                | 0–0        | 1–0        | 1–0         |
| 2015–16   | UEFA Europa League     | Clasificatoria 2 | Vaduz                 | 0–2        | 1–3        | 1–5         |
| 2016-17   | UEFA Europa League     | Clasificatoria 1 | Trakai                | 4–1        | 1–2        | 5-3         |
| 2016-17   | UEFA Europa League     | Clasificatoria 2 | Maccabi Haifa         | 1-1        | 1-1        | 2–2 (5-3 p) |
| 2016-17   | UEFA Europa League     | Clasificatoria 3 | Osmanlispor           | 0-1        | 0–2        | 0-3         |
| 2017-18   | UEFA Europa League     | Clasificatoria 1 | B36                   | 2-1        | 2-1        | 4-2         |
| 2017-18   | UEFA Europa League     | Clasificatoria 2 | Videoton FC           | 0-3        | 1-1        | 1-4         |
| 2018-19   | UEFA Europa League     | Clasificatoria 1 | Stjarnan              | 1–0        | 0–3        | 1–3         |
| 2019-20   | UEFA Champions League  | Clasificatoria 1 | Shkëndija             | 0–1        | 2–1        | 2–2 (v)     |
| 2019-20   | UEFA Champions League  | Clasificatoria 2 | Celtic                | 0–2        | 0–5        | 0–7         |
| 2019-20   | UEFA Europa League     | Clasificatoria 3 | F91 Dudelange         | 0–1        | 1–3        | 1–4         |
| 2020-21   | UEFA Europa League     | Clasificatoria 1 | Mura                  | 0–4        | –          | 0–4         |
| 2025–26   | UEFA Conference League | Clasificatoria 1 | Partizani             | 1-1        | 1–0 (t.e.) | 2-1         |
| 2025–26   | UEFA Conference League | Clasificatoria 2 | St Patrick's Athletic | 2-2 (t.e.) | 0-1        | 2–3         |